# Sture Petersson (jurist)
Sture Fredrik Benjamin Petersson, född den 18 februari 1891 i Söderåkra församling, Kalmar län, död den 12 juli 1978 i Malmö, var en svensk jurist. Han var son till Alfred Petersson.
Petersson avlade studentexamen i Kalmar 1909 och juris kandidatexamen vid Stockholms högskola 1913. Efter tingstjänstgöring inträdde han i Hovrätten över Skåne och Blekinge, där han blev assessor 1921, fiskal 1926 och hovrättsråd 1929. Efter att ha varit revisionssekreterare 1930 var Petersson häradshövding i Ingelstads och Järrestads domsaga 1931–1957. Han blev riddare av Nordstjärneorden 1931, kommendör av andra klassen av samma orden 1947 och kommendör av första klassen 1957. Petersson vilar på Lomma östra kyrkogård.